# Гілмен (округ Пієрс, Вісконсин)
Гілмен (англ. Gilman) — місто (англ. town) в США, в окрузі Пієрс штату Вісконсин. Населення — 1006 осіб (2020).

## Демографія
Згідно з переписом 2010 року, у місті мешкало 959 осіб у 365 домогосподарствах у складі 285 родин. Було 398 помешкань
Расовий склад населення:
| - 97,8 % — білих - 0,6 % — азіатів - 0,2 % — корінних американців |

До двох чи більше рас належало 1,1 %. Частка іспаномовних становила 0,9 % від усіх жителів.
За віковим діапазоном населення розподілялося таким чином: 26,0 % — особи молодші 18 років, 63,3 % — особи у віці 18—64 років, 10,7 % — особи у віці 65 років та старші. Медіана віку мешканця становила 41,7 року. На 100 осіб жіночої статі у місті припадало 105,8 чоловіків;  на 100 жінок у віці від 18 років та старших — 112,6 чоловіків також старших 18 років.
Середній дохід на одне домашнє господарство  становив 82 339 доларів США (медіана — 73 092), а середній дохід на одну сім'ю — 90 625 доларів (медіана — 78 636). Медіана доходів становила 52 443 долари для чоловіків та 41 528 доларів для жінок. За межею бідності перебувало 7,2 % осіб, у тому числі 12,4 % дітей у віці до 18 років та 5,1 % осіб у віці 65 років та старших.
Цивільне працевлаштоване населення становило 606 осіб. Основні галузі зайнятості: освіта, охорона здоров'я та соціальна допомога — 21,1 %, виробництво — 17,5 %, будівництво — 12,7 %, науковці, спеціалісти, менеджери — 11,7 %.